# Joseph De Combe
Josephus Franciscus De Combe, detto Joseph (Anversa, 19 giugno 1901 – Anversa, 28 dicembre 1965), è stato un nuotatore e pallanuotista belga.
Specializzato nella rana ha vinto la medaglia d'argento nei 200 m alle Olimpiadi di Parigi 1924.
È stato anche membro della squadra di pallanuoto belga che ha vinto l'argento a Parigi 1924 e il bronzo a Berlino 1936.

## Palmarès
Olimpiadi
Parigi 1924
 Argento 200 m rana
 Argento pallanuoto
Berlino 1936
 Bronzo pallanuoto